# Decadentism
Decadentismul este o denumire generică dată tendințelor unor curente literar-artistice de la sfârșitul sec. al XIX-lea și începutul sec. al XX -lea de către propriii protagoniști, caracterizate prin misticism, formalism, individualism excesiv, cosmopolitism, cultivarea artificialului, a rafinamentului estet și a morbidului excesiv, care opun realității o lume a stărilor de spirit subiective, considerată ca singura autentică.
El se prezintă ca o revoltă împotriva lumii moderne, păstrând astfel linia de evoluție a tuturor curentelor artistice, cea de a nega o realitate estetică deja existentă și acreditată.

## Un curent prin excelență imagistic
Pesimismul, care exista ca și concept creator în mediile artistice ale epocii și-a găsit o justificare doctrinară în opera filosofului german Schopenhauer, „Lumea ca voință și reprezentare” (1819). Agitația, tristețea și descurajarea au fost în principal efectele acestui pesimism asupra sensibilității decadente, dar și trăsăturile esențiale ale personajelor „fin-de-siècle”. Platitudinea le afectează constant existența marcată de monotonia unei vieți mereu limitată la aceleași decoruri, de banalitatea spectacolelor naturale și de solitudinea individului închis în propria sa conștiință. Decadentismul pornește de la un sentiment mult mai profund și mai dramatic decât melancolia romantică, având fundamente psihice și psihologice.
Este un curent prin excelență imagistic. Extrem de teatral, decadentismul se constituie ca o punere în scenă a realității, care astfel mediată devine „artificială” și, deci, prinde „valențe estetice”. Pentru că estetismul în sine este o creație umană, o realitate, un fenomen sau o făptură în stadiul său natural nu poate fi nici estetică și nici frumoasă. Pornind de la această teză decadentă se dezvoltă foarte mult în epocă o conștiință a intelectualității, ce se va materializa în dragostea pentru artă. Întrucât opera de artă face parte din lumea artificialului, ea poate fi estetică și perfectă. Totul în decadentism este dublat, exact cum un spectacol de teatru dublează realitatea îmbogățind-o artistic și exagerând-o prin intermediul „artificialului” sau „artificiului”.

## Lumea „nu există”, există doar ceea ce văd eu
Epoca decadentă coincide cu apariția unei tendințe profunde de refuz total a vieții obișnuite și a naturalului, în spiritul relativității promovate de Schopenhauer: „lumea este o reprezentare”. Eu nu văd ceea ce este, ci ceea ce este ce văd eu. De vreme ce oricum ceea ce omul este capabil fără efort să perceapă (adică naturalul) nu este decât o față a lumii nebănuite și realitatea noastră este una mediată, de ce să nu estetizăm acest natural printr-un efort intelectual și artistic pentru a obține frumosul. Această idee își găsește începuturile în refuzul formelor normale, concretizat estetic în mișcarea antinaturalistă. Idealul de frumusețe feminină al epocii va tinde tot mai mult spre cel de frumusețe malefică, fatală, care-și găsește modelul artificial într-un dublu ideal creat de om: un personaj de roman, dintr-un tablou sau dintr-un mit. Legenda biblică cea mai utilizată pentru a ilustra această idee este cea despre Salomea, dar și cele despre Dalila sau Elena din Troia. Romanul lui Huysmans, „A Rebours” prin identitatea fabuloasă a personajului Des Esseintes, surprinde cel mai bine exaltarea emoțională pe care o operă de artă o poate trezi spiritului decadent (este vorba despre celebrul tablou „Salomea” al lui Gustave Moreau dar și despre diferitele lecturi din Dickens).

## Artă a interpretării
În decadentism, important nu este neapărat ceea ce se vede, ci „hermeneutica”: ceea ce se simte când se vede și rezultatul creator al acestei senzații. Este curentul care cere din partea publicului o cooperare la munca artistică în sensul „re-creării”.
Imaginea propusă de decadenți este una violentă, care șochează, având o putere fascinantă și terifiantă. Este imaginea care stimulează, care influențează. Pentru a obține astfel de efecte aceste imagini (indiferent dacă sunt pictate, gravate sau create prin intermediul cuvântului) trebuie să se îndepărteze cât mai mult posibil de natural. Artificiul constă în culoare, în inovație, în felul de a folosi frumusețea podoabelor și a pietrelor prețioase. Pentru decadenți nu viața se dedică artei, ci arta se aplică vieții...viața ca artă. Viziunea decadentă schimbă prin subiectivitatea sa imaginea prin proiectarea propriei dorinți. Astfel, pentru receptor, opera de artă are un efect de lentilă, uneori concavă și alteori convexă, care reflectă printr-un sistem de reciprocitate propria plăcere... pentru că, potrivit decadentismului, perfecțiunea nu poate fi decât artificială. Și asta mai ales pentru că artificialul este etern. Frumusețea tinerei Salomea ca și personaj de tablou dăinuie în timp, de vreme ce adevărata femeie s-a stins uitată de lume și pierzându-și farmecele. Același sentiment îl trăiește și dandy-ul Dorian Gray, personajul romanului lui Oscar Wilde, „Portretul lui Dorian Gray”. Pentru spiritul decadent, așa cum apare în operele literare ale lui Huysmans sau Wilde, dragostea pentru artificiu nu este altceva decât dragostea pentru perfecțiune, care se sustrage trecerii timpului. Ei sunt „dandy” care trăiesc într-o lume teatralizată de ei înșiși, creându-și propriile vieți ca pe niște spectacole a-sociale, pe dos, și iubind arta, pentru că și-au înlocuit viețile cu ea.
Senzațiile provocate și induse sunt așa de puternice încât astfel de personaje, în spiritul decadent al eroului de la sfârșitul secolului XIX, nu mai pot distinge realitatea de artă și invers...cum probabil că s-a întâmplat și cu artiștii decadenți care, trăind la intensitate maximă astfel de sentimente, își confundau propriile vieți cu operele de artă.
Aici se ridică o întrebare: „operă de artă, în artificialitatea sa estetică, îi fascina pe decadenți prin ea însăși sau pentru ceea ce reprezenta ea în propriile lor conștiințe” și ”interiorități?”. Mai precis, prin apropierea de ideile decadente. Există dragostea pentru artă propriu-zisă, sau este o iluzie provocată și trăită la intensitate mare? De exemplu, se spune că Lenin îl aprecia pe Beethoven. Ce iubea el cu adevărat: muzica  sau reflectarea acesteia în sine, adică sentimentul puterii nelimitate și emoția pe care aceasta o produce. Este posibil ca decadenții să nu iubească neapărat arta, ci visul pe care aceasta îl provoacă.
Poate că astfel de întrebări și-au pus chiar suprarealiștii atunci când le-a venit rândul să nege veridicitatea decadentismului și să promoveze visul și fantezia irațională drept facultăți esențiale ale spiritului.